# Villemurlin
Villemurlin är en kommun i departementet Loiret i regionen Centre-Val de Loire strax norr Frankrikes mitt. Kommunen ligger i kantonen Sully-sur-Loire som tillhör arrondissementet Orléans. År 2022 hade Villemurlin 537 invånare.

## Befolkningsutveckling
Antalet invånare i kommunen Villemurlin
| Referens: INSEE |